# 켐프각시바다거북
켐프각시바다거북(학명: Lepidochelys kempii)은 바다거북중 멸종위기에 놓여 있는 종 중에 하나이다.

## 외형
바다거북중에서는 가장 작은 편으로, 몸길이는 1미터 미만이며 평균 몸무게는 45킬로그램이다.
부리모양의 입으로 주식인 게를 잡아먹을 수 있다.

## 분포
대서양과 멕시코만에만 분포한다.

## 생태와 생애

### 서식지
뉴저지주, 멕시코만, 플로리다주에 산란하지만, 루이지애나를 선호한다.

### 생애
새끼는 태어나서 1년동안 떠나니는 모자반 해초 층에 서식하는 경향이 있다. 그런 다음 그들은 자라면서 북서 대서양 해역과 멕시코 만으로 이동한다.

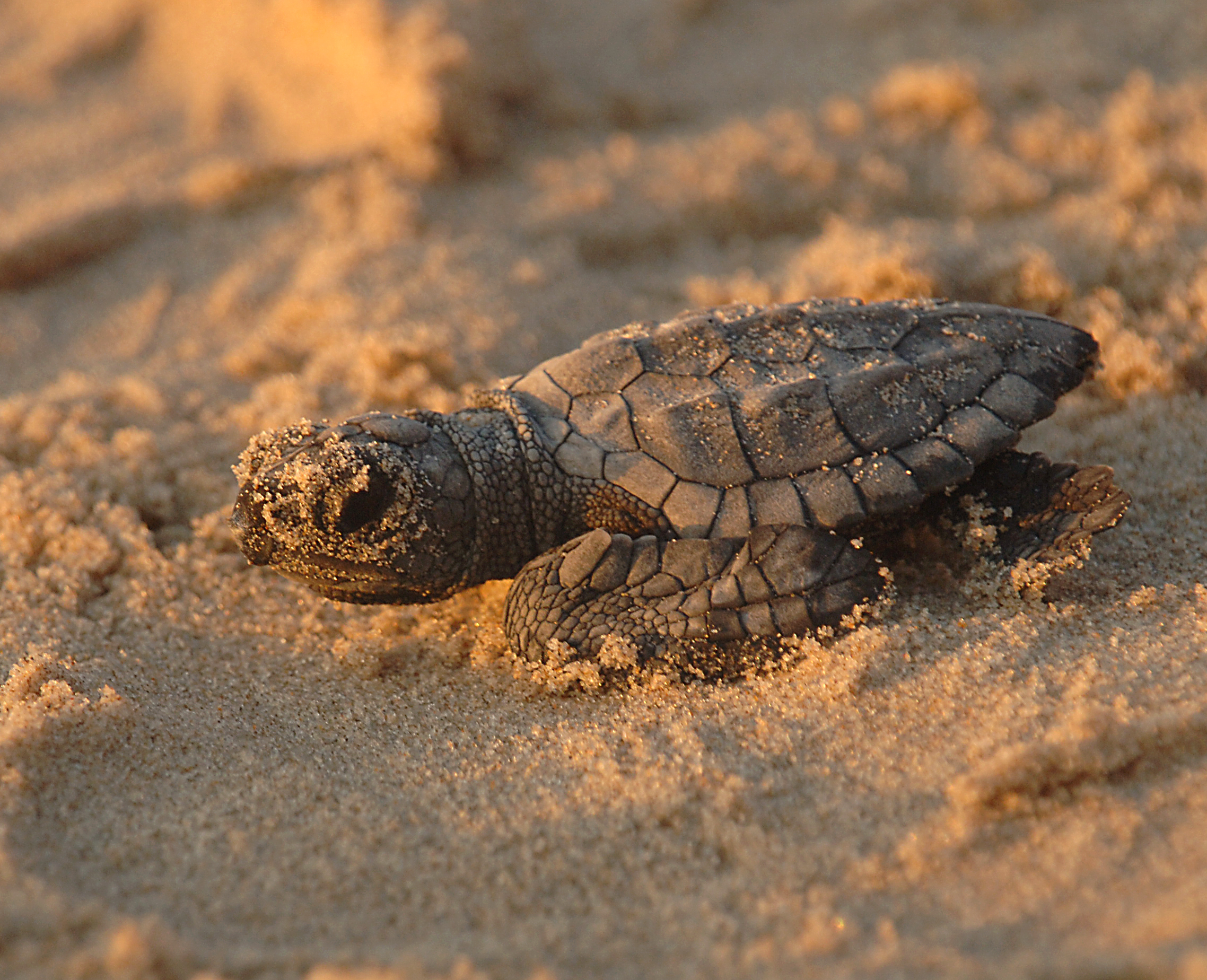
켐프각시바다거북 새끼
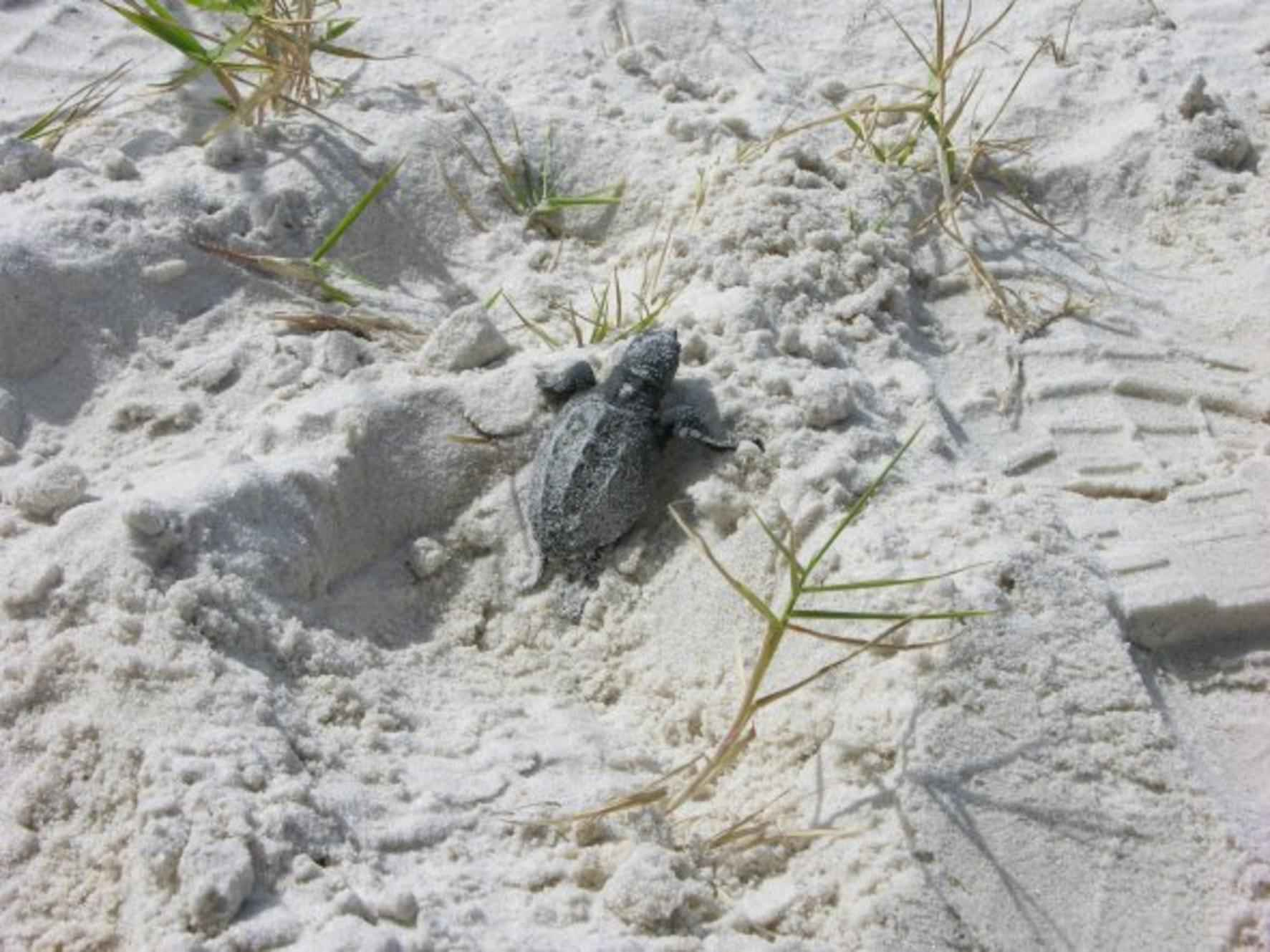
켐프각시바다거북 새끼

## 분류
올리브각시바다거북의 근연종이다.

## 보호노력
과거에는 남획이 개체수를 극감시켰지만, 현재는 이것보다 서식지 상실, 해양오염, 어망에 걸려 질식사로 위협을 받고 있다.
미국에서는 1970년 12월 2일부터 멸종위기종으로 분류되었지만, 멕시코에서는 이미 1960년대에 분류되었다.
현재는 이들이 어망에 걸리는 것을 방지하지 위해 거북보호장치를 설치하도록 정부는 권고하고 있다.